# Игре на скелама
Игре на скелама је југословенски, црно-бели филм из 1961. године. Режирао га је Срећко Вејганд, а сценарио је писала Зора Дирнбацх. Филм је настао под утицајем филма Варалице, француског режисера Марсел Карнеа (фр. Marcel Carné). Тадашњи југословенски филмски критичари су дали лоше оцене филму, а и публика није била много заинтересована за филм. Филм је извезен у Пољску, Мађарску и Чешку. Ово је био дебитантски филм Љубише Самарџића који је после постао познат глумац.

## Радња
Саша себи и другима негира љубав према Бојани. Међутим све се мења на дан Сашине матуре, кад Бојана падне са грађевинских скела које се налазе око Сашиног стана. Тада Саша признаје љубав према Бојани..

## Улоге
| Глумац                | Улога                        |
| --------------------- | ---------------------------- |
| Зоран Бендерић        | Гого                         |
| Слободан Димитријевић | Саша                         |
| Мања Голец            | Росана                       |
| Соња Крајшек          | Бојана                       |
| Сулејман Лелић        | Пик                          |
| Татјана Лучић         | Вера                         |
| Ајша Месић            | Јасна                        |
| Љубиша Самарџић       | Гвардијан                    |
| Стефка Дролц          | Бојанина мама                |
| Младен Шермент        | Наплаћивач карата            |
| Бранко Миклавц        | Гост на вечери               |
| Вера Мишита           | Гошћа на вечери              |
| Бранка Стрмац         | Гошћа на вечери              |
| Вера Орловић          | Госпођа на прозору           |
| Вања Тимер            | Госпођа која испробава шешир |